# Ricardo Londoño
Ricardo Londoño-Bridge (Medellín, 8 de agosto de 1949 – San Bernardo del Viento, 18 de julho de 2009) foi um automobilista colombiano que tentou entrar na Fórmula 1.